# Oedekoven
Oedekoven ist die drittgrößte Ortschaft der Gemeinde Alfter im nordrhein-westfälischen Rhein-Sieg-Kreis. Der Ort hat heute rund 5.400 Einwohner, die auf einer rund 700 Hektar großen Fläche leben.
Ortsvorsteherin ist Brigitte Schächter (CDU).

## Geographie
Oedekoven liegt westlich der Stadt Bonn am südlichen Ende des Vorgebirges am Hardtbach und grenzt unmittelbar an die Bonner Ortsteile Duisdorf und Lessenich/Meßdorf an.
Ursprünglich war der Ort landwirtschaftlich geprägt. Die ehemals landwirtschaftlich genutzte Oedekovener Heide auf der Hochebene der Ville wird heute überwiegend zur Haltung von Islandponies und für den Pferdesport genutzt. Der unmittelbar an die Heide angrenzende Kottenforst ist ein beliebtes Naherholungsgebiet.

## Geschichte
Die erste urkundliche Erwähnung der Gemeinde Oedekoven ist auf das Jahr 795 datiert. Zu dieser Zeit hieß der Ort noch Odenkoven (Hof mit reichem Landbesitz). Professor Gerhard Mürkens leitete den Ortsnamen von Odinghova (Hof der Leute des Odo) ab. In Odo sah Mürkens eine mögliche Kurzform des Namens Otbert, welcher um das Jahr 795 als Stammvater der Pfalzgrafen bei Rhein, der Ezzonen beziehungsweise Hezeliniden lebte und in der Gemarkung Oedekoven angesiedelt war.
Wie bei den nahegelegenen Ortsnamen Uellekoven, Birrekoven, Impekoven, Volmershoven, Buschhoven, Kriegshoven und Morenhoven leitet sich der Namensbestandteil „hoven“ offenbar aus den zur Merovingerzeit in dieser Region ab dem 7. Jahrhundert neu entstandenen Hofstätten ab, die ursprünglich als „hova“ bezeichnet wurden.
1670 umfasste Oedekoven 55 Häuser. Landesherrlich gehörte die Ortschaft bis Ende des 18. Jahrhunderts zum Kurfürstentum Köln und unterstand als Teil des Dingstuhls Duisdorf der Verwaltung des Amtes Bonn.

### Entwicklung

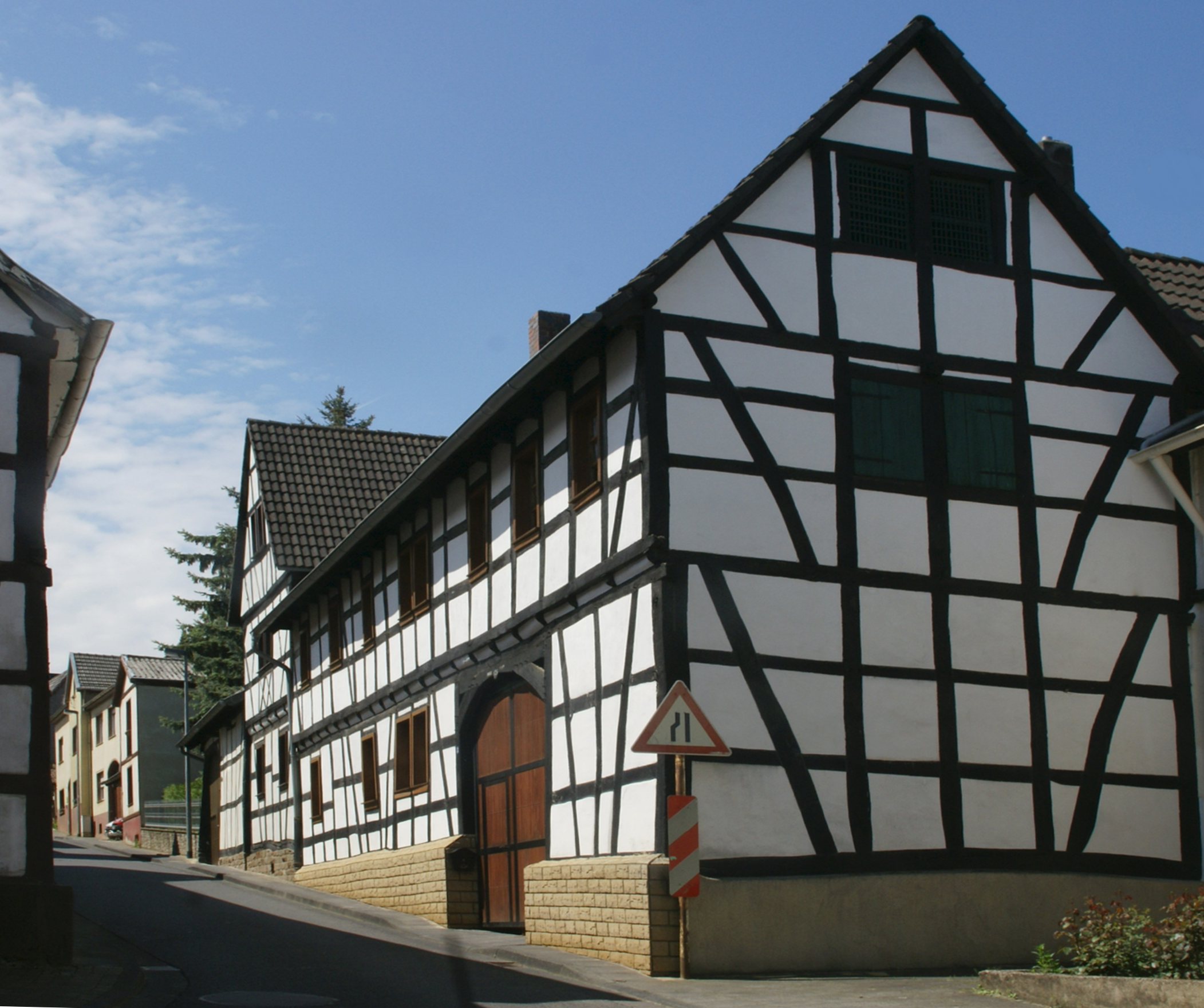
Fachwerkhaus in der Staffelsgasse

Von den drei „Mittelgemeinden“ Oedekoven, Gielsdorf und Impekoven hat sich Oedekoven hinsichtlich der Bevölkerungszahl am schnellsten entwickelt. Um den Kramersbruch herum wurden zuletzt viele Wohnhäuser neu gebaut. Im alten Ortskern (Staffelsgasse, Ginggasse) finden sich viele alte Fachwerkhäuser.

### Mairie
Während der französischen Besatzungszeit der linken Rheinseite unter Napoleon Bonaparte löste die Mairie Oedekoven die Verwaltungsstrukturen des Kurfürstentums Köln für das Gebiet der heutigen Gemeinde Alfter und angrenzende Stadtteile Bonns ab. Sie war Vorgänger der preußischen Bürgermeisterei Oedekoven. Zur Mairie gehörten die Ortsteile Oedekoven, Gielsdorf, Impekoven und Witterschlick, sowie die gesamte Gemeinde Alfter und die Orte Buschdorf, Lessenich/Meßdorf und Duisdorf der Stadt Bonn.

### Bürgermeisterei
Die preußische Bürgermeisterei Oedekoven umfasste neben dem Gebiet der heutigen Gemeinde Alfter einen Teil der westlichen Stadtteile Bonns. Als Verwaltungseinheit war sie Nachfolgerin der Mairie Oedekoven und Vorgänger des Amtes Duisdorf.
Sie erhielt den Namen Oedekoven von der gleichnamigen Ortschaft als Sitz des Bürgermeisteramtes, welches in den 1970er-Jahren abgerissen wurde. Sie umfasste das Gebiet wie unter Mairie Oedekoven beschrieben.

### Eingemeindung
Oedekoven war bis 1969 eine selbständige Gemeinde im Amt Duisdorf. Nach dessen Auflösung wurde Oedekoven am 1. August 1969 Teil der neu gegründeten Gemeinde Alfter.

## Sehenswürdigkeiten

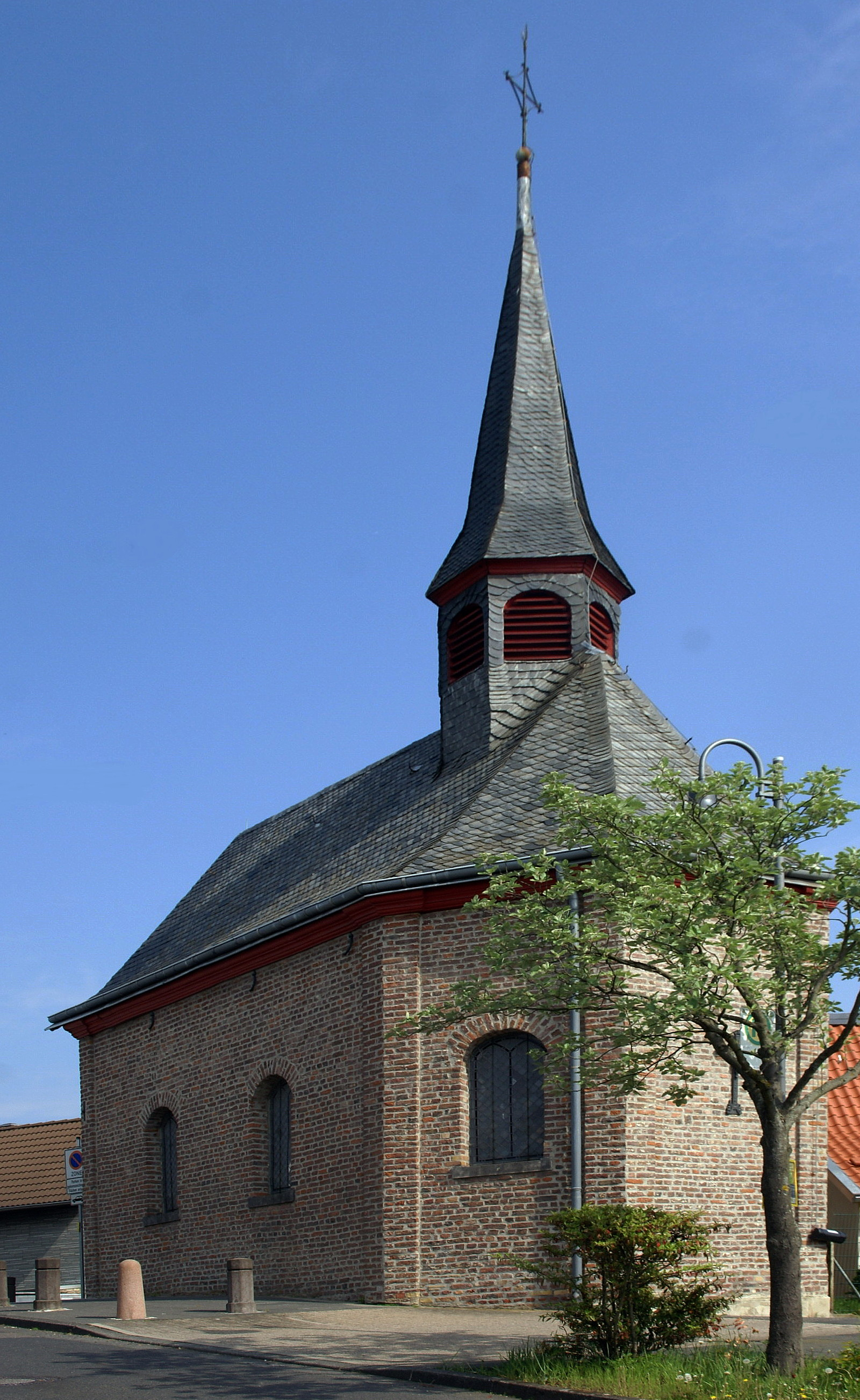
Oedekoven, Kapelle, Ansicht von der Ginggasse

Der alte Ortskern von Oedekoven umfasst die katholische Kirche, die Kapelle St. Mariä Vermählung und die Fachwerkhäuser am östlichen Villehang, der auch als  Vorgebirge bezeichnet wird. Ebenso wie im benachbarten Gielsdorf und Impekoven liegen fast sämtliche historischen Gebäude und landwirtschaftlichen Höfe eng beieinander am relativ steilen Hang.

### Gedenkstein für Kinder
Am 25. April 2024 wurde ein Gedenkstein neben dem Alfterer Rathaus in Oedekoven eingeweiht. Er erinnert an 19 Babys und Kleinkinder von Zwangsarbeiterinnen, die in der Ausländerkinder-Pflegestätte der Nationalsozialisten in Alfter ab Mai 1944 durch Vernachlässigung starben.

### Katholische Kirche

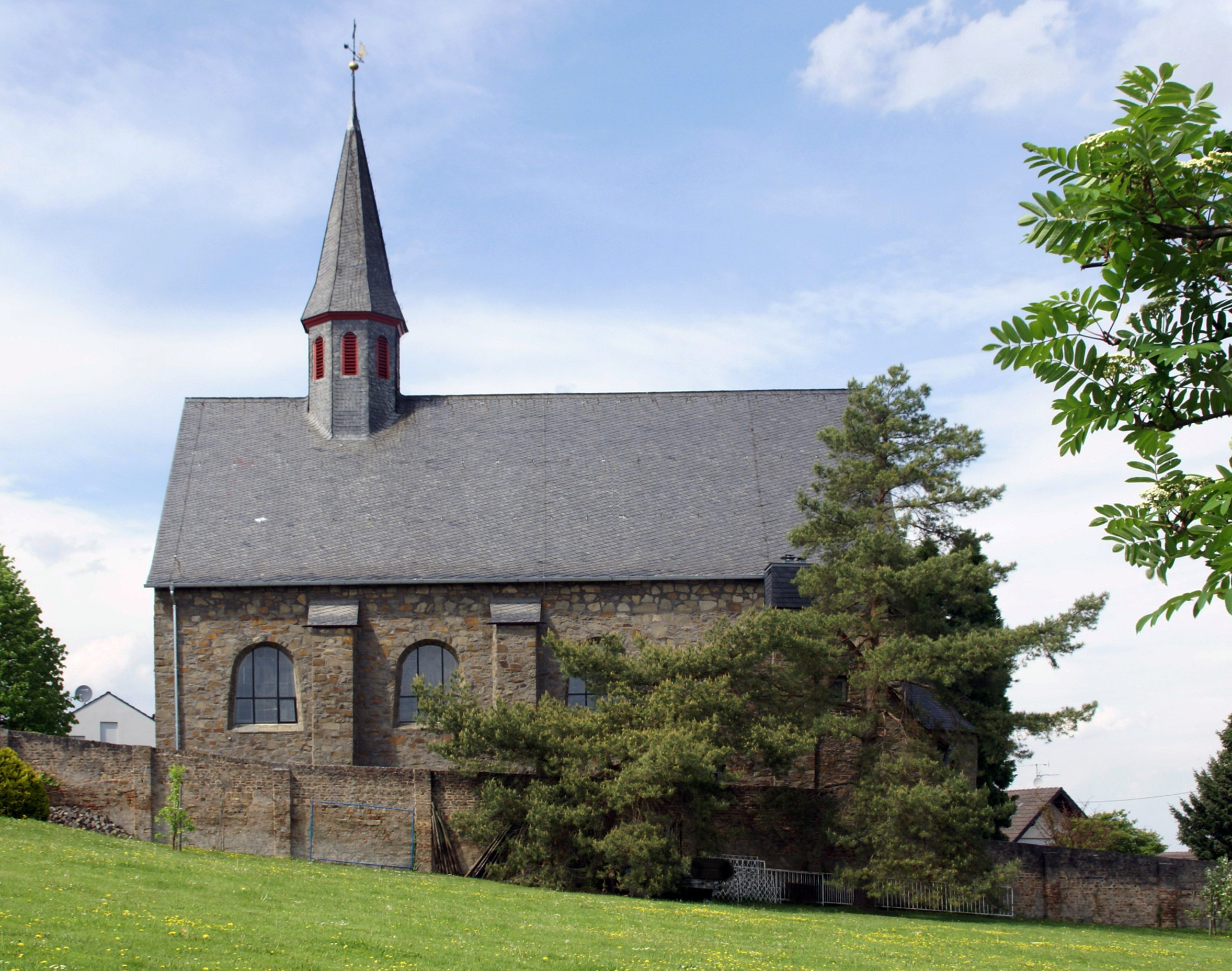
St. Mariä Himmelfahrt

Die katholische Kirche St. Mariä Himmelfahrt wurde von dem Architekten Emil Steffann (1899–1968), einem der bedeutendsten Kirchenbaumeister des 20. Jahrhunderts, geplant und gebaut. Ihre Fenster stammen von dem Künstler Hans Lünenborg (1904–1990). Der Baubeginn der Kirche erfolgte im Jahr 1955.

## Schulen und Bildungseinrichtungen
Im Ort befinden sich eine Grundschule, mehrere Kindergärten und eine kleine katholische öffentliche Bücherei. Seit dem Sommer 2023 gibt es auch eine weiterführende Schule (Gymnasium Alfter).

## Wirtschaft und Verkehr
Neben reger Bautätigkeit im Wohnsektor entwickelten sich in Oedekoven in den letzten Jahren Handel und Industrie; so findet man im Ort ein Gewerbegebiet mit diversen Einkaufsmöglichkeiten (Alma-Einkaufspark).

### Straßenverkehr
Oedekoven ist über die Bundesstraße 56 und die Alma-Brücke zur Bundesautobahn 565 an das Fernstraßennetz angeschlossen. Die Brücke ist Bestandteil der Landesstraße 113n (Nord-West-Umfahrung Bonn) und wurde am 6. Dezember 2006 für den Verkehr freigegeben. Die Brücke ersetzt den inzwischen zurückgebauten Bahnübergang am Schöntalweg an dem sich durch häufige und lange Schließzeiten oft lange Staus gebildet hatten. Die Brücke konnte erst nach jahrzehntelanger Planung und juristischen Auseinandersetzungen gebaut werden und verbindet von Süden kommend die Bonner Ortsteile Hardtberg und Medinghoven über den Konrad-Adenauer-Damm und das Gewerbegebietes Alma-Einkaufspark mit Alfter und Bornheim.

### Personennahverkehr
Der Ort wird von drei Buslinien berührt (842, 843 und 884), die in einem 30-Minuten-Takt Verbindungen nach Bonn und in die Nachbargemeinden bieten. Die Buslinien bieten am Bahnhof Bonn-Duisdorf und am Haltepunkt Alfter-Impekoven Umsteigemöglichkeit zur Voreifelbahn nach Bonn, Meckenheim, Rheinbach und Euskirchen. Die Buslinien erschließen ebenfalls die Stadtbahnhaltestelle Alfter / Alanus Hochschule, an der die Stadtbahnlinie 18 (Köln-Dellbrück – Köln Hbf – Bonn Hbf) sowie die Stadtbahnlinie 68 (Bornheim – Bonn Hbf) verkehren. Der Ortsteil Oedekoven ist mit der Linie N9 an das Bonner Nachtbus-Netz angeschlossen.

## Landwirtschaft
Die Hochflächen des Vorgebirges waren wenig fruchtbar, der Lößboden am Osthang dafür umso mehr. Das milde Klima erlaubt bis zu drei Ernten im Jahr.
An den Hängen siedelten die Bauern entlang der im Gefälle verlaufenden Straßen auf schmalen Grundstücken eng aneinander. Um die enorme Fruchtbarkeit der Hangböden auszunutzen, wurde kleinflächiger Gartenbau betrieben. Die Hanglagen erschwerten den Einsatz von Pferden und Maschinen.
Clotilde Ellscheid schreibt 1929:
„Nicht mit Unrecht wird der Osthang des südlichen Vorgebirges heute als der Garten der Stadt Köln und des Industriegebietes bezeichnet. Das vorwiegend in kleinere Parzellen aufgeteilte, mit Hecken und Beerengesträuch eingefriedigte Gelände, der fast ausschließliche Anbau von Gemüse, Obst und Blumen lassen den Vorgebirgshang als eine grosse Gartenlandschaft erscheinen. […]

Alfter und Oedekoven weisen die größten Gurkenpflanzungen auf. […]

Die am Vorgebirge ausgeprägte Spezialisierung hat eine selten intensive und rationelle Bebauung des Bodens zur Folge. Die verschiedenen Kulturgewächse werden in einander und nach einander auf der gleichen Bodenfläche im Laufe eines Jahres gezogen, so dass fast das ganze Jahr gesät und geerntet wird. Die gleiche Bodenfläche wirft mitunter dreimal Erträge innerhalb eines Jahres ab. Von einer geregelten Fruchtfolge kann hier nicht die Rede sein. Oberstes Prinzip ist die restlose Ausnutzung des Bodens, der auch nicht einen Tag brach liegen soll. Eine moderne maschinelle Bebauung ist hier ganz und gar nicht angebracht. Der Anbau wird gartenmässig betrieben und kennt nur Handgeräte. Die Wirtschaftsmethode des Vorgebirgsbauern mutet fast wie ein Überbleibsel aus einer längst vergangenen Kulturepoche an. Mit dem Spaten wird die Erde aufgeworfen, die Knollenfrüchte mit Hilfe der Hacke geerntet. Häufig sieht man, dass Egge und Walze von den Landleuten selbst gezogen werden. Der Balancepflug tritt da auf, wo die Gemüsekultur mehr feldmassig betrieben wird. Hier leisten auch Pferd und Esel, oft gemeinsam vorgespannt, beim Pflugbau wichtige Dienste. Im reinen Gartenbaubetrieb ist die Verwendung von Zugtieren nicht möglich. Nur ein ganz schmaler Pfad gestattet hier den Zugang zu den einzelnen Kulturen. Als Transportmittel dient hier, vor allem in kleinen Betrieben, der Schubkarren. Als Zugtiere spielen Hunde und Esel eine bedeutende Rolle Pferdefuhrwerke treten nur in größeren Betrieben auf. […]

Auf dem kleinen Eigenbesitz beruht in erster Linie die Spezialisierung und Intensität der Landwirtschaft am Vorgebirge.“
Wohl ab der Römerzeit und bis etwa Mitte des 19. Jahrhunderts wurde in Oedekoven Weinbau betrieben.

## Familienname
Der Familienname Oedekoven ist dem gleichnamigen Ortsnamen abgeleitet und insbesondere im Rheinland recht verbreitet.

## Kultur
In der katholischen öffentlichen Bücherei finden Lesungen statt, in der Mehrzweckhalle gelegentlich Konzerte. Außerdem gibt es unter anderem einen Fußball-, einen Tennis- und einen Tischtennisverein sowie eine Jugendgruppe der Katholischen Landjugendbewegung (KLJB).